# Trung Sơn, A Lưới
Trung Sơn là một xã miền núi biên giới thuộc huyện A Lưới, thành phố Huế, Việt Nam.

## Địa lý
Xã Trung Sơn nằm ở phía tây bắc huyện A Lưới, có vị trí địa lý:
- Phía đông giáp xã Hồng Kim
- Phía tây giáp xã Hồng Vân
- Phía nam giáp Lào và xã Hồng Bắc
- Phía bắc giáp thị xã Phong Điền.

Xã Trung Sơn có diện tích 77,74 km², dân số năm 2018 là 3.295 người, mật độ dân số đạt 42 người/km².

## Hành chính
Xã Trung Sơn có 4 thôn:
1. A Niêng Lê Triêng 1
2. Đụt Lê Triêng 2
3. A Đeeng Par Lieng 1
4. A Đeeng Par Lieng 2

## Lịch sử
Địa bàn xã Trung Sơn hiện nay trước đây vốn là hai xã Hồng Trung và Bắc Sơn thuộc huyện A Lưới.
Trước khi sáp nhập, xã Hồng Trung có diện tích 67,40 km², dân số là 2.053 người, mật độ dân số đạt 30 người/km². Xã Bắc Sơn có diện tích 10,34 km², dân số là 1.242 người, mật độ dân số đạt 120 người/km².
Ngày 17 tháng 12 năm 2019, Ủy ban Thường vụ Quốc hội ban hành Nghị quyết 834/NQ-UBTVQH14 về việc sắp xếp các đơn vị hành chính cấp xã thuộc tỉnh Thừa Thiên Huế (nghị quyết có hiệu lực từ ngày 1 tháng 1 năm 2020). Theo đó, sáp nhập toàn bộ diện tích và dân số của hai xã Hồng Trung và Bắc Sơn thành xã Trung Sơn.